# Yamasee
Els yamasee eren una confederació multiètnica d'amerindis que vivia a la regió costanera de l'actual costa nord de Geòrgia prop del riu Savannah i més tard al nord-est de Florida. Eren relacionats amb els tama, guale, seminola, hitchiti, i altres tribus muskogi.

## Història
L'expedició d'Hernando de Soto de 1540 va viatjar a territori Yamasee, incloent-hi el poble d'Altamaha.
En 1570, els exploradors espanyols van establir missions en territori yamasee. El Yamasee van ser posteriorment inclosos en les missions de la província Guale. A partir de 1675 els yamasee s'esmenten regularment en els registres del cens de les missions espanyols de les províncies missioneres de Guale (costa centre de Geòrgia) i Mocama (actual sud-est de Geòrgia i nord-est de Florida). Els yamasee no s'aconvertiren massivament al cristianisme i es van mantenir una mica separats dels indians catòlics cristians de la Florida espanyola.
Els atacs dels pirates a les missions espanyoles en 1680 van obligar els yamasee a emigrar de nou. Alguns es van mudar a Florida. Altres van tornar a les terres del riu Savannah, més seguress després de la destrucció dels Westo.
En 1687 els espanyols van intentar enviar els yamasees a les Índies Occidentals com a esclaus, de manera que la tribu es van revoltar contra les missions espanyoles i els seus aliats nadius, i es van traslladar a la colònia britànica de la província de Carolina del Sud (actual Carolina del Sud). Van establir alguns llogarets, Pocotaligo, Tolemato, i Topiqui, al Comtat de Beaufort (Carolina del Sud). El cens de 1715 elaborat per John Barnwell comptà 1.220 yamasees vivint en deu viles vora l'actual Port Royal (Carolina del Sud).
Durant anys, els yamasee i els colons de Carolina organitzaren caceres d'esclaus contra els indis aliats dels espanyols i atacaren San Agustín. En 1715 els yamasee s'uniren en una guerra intertribal contra els britànics, desencadenant la Guerra Yamasee, que no acabaria fins al 1717. Moltes tribus s'aliaren amb els yamasee. El governador britànic Charles Craven derrotà els yamasee a Salkechuh (Saltketchers, Salkehatchie) al riu Combahee. La tribu va ser impulsat a través del riu Savannah de nou a la Florida espanyola.
Posteriorment els yamasee van emigrar al sud de la zona al voltant de San Agustín i Pensacola, on es van aliar amb els espanyols contra els britànics. En 1727 els britànics van atacar assentaments de la tribu i mataren la major part d'ells. Alguns supervivents es van unir a la tribu seminola, altres es van unir als hitchiti i van desaparèixer dels registres històrics. Segurament desaparegueren com a unitat quan la banda Okhawala, juntament amb els Isty-seminole, formats per esclaus negres fugits, s'integraren en els seminola després de la guerra del 1835-1842.

## Patrimoni
Steven J. Oatis i altres historiadors descriviren els yamasee com una amalgama multiètnica de nombroses restes de grups amerindis, inclosos els guale, La Tama, apalachee, coweta, i Cussita Creek, entre d'altres. L'historiador Chester B. DePratter descriví les viles yamasee de l'antiga Carolina del Sud com les Ciutats Baixes, formades majoritàriament per parlants d'hitchiti, i Ciutats Altes, formades principalment per indis guale.

## Llengua
El nom "yamasee" potser ve del muskogi /yvmvsē/, que vol dir "calmat, tranquil"; o potser de la llengua catawba /yį musí:/, literalment "poble ancià".
Hi ha pocs registres de la llengua yamasee. En part es conserva en obres del missioner Domingo Báez. Diego Peña va dir en 1716-1717 que els tuskegee també parlaven yamasee.
Hann (1992) afirma que el yamasee està relacionat amb les llengües muskogi. Això es basava en un informe colonial que una yamasee va espiar dins d'un poble hitchiti perquè podia entendre hitichiti i no fou detectat com a Yamasee. Francis Le Jau va declarar en 1711 que els yamasee entenien els creek. També van assenyalar que molts indis a tota la regió utilitzaven el muskogi i el shawnee com a lingua franca. En 1716-1717, Diego Peña va obtenir informació que van mostrar que el yamasee i els hitchiti-mikasuki es consideraven llengües separades.
Evidències concloents suggereixen que la llengua yamasee era similar al Guale basant-se en tres peces d'informació:
- Una còpia d'un cens de les missions de Florida de 1681 estableix que el poble de Nuestra Señora de la Candelaria de la Tama parlaven "la llengua de guale, i yamassa";
- Un resum de dues cartes de 1688, enviades pel governador de la Florida, esmenta els presoners d'"ydioma Yguala y Yamas, de la prova de guale"; i
- els guale anomenaven als cusabo chiluque, que probablement està relacionat amb la paraula muskogi čiló·kki "meitat roja."[13]

Els documents espanyols no són els originals i poden haver estat editats en una data posterior. El nom chiluque és probablement un manlleu lingüístic. Sembla també haver estat absorbits pel timucua. Per tant, la connexió del yamasee amb muskogi no se suporta.
Un document en un arxiu colonial britànic indica que els yamasee originalment parlaven llengua cherokee, una llengua iroquesa, però havien après un altre idioma.

## Recerca
El Yamasee Archeological Project es va posar en marxa el 1989 per estudiar els jaciments dels pobles yamasee a Carolina del Sud. El projecte espera per rastrejar els orígens del poble i l'inventari dels seus artefactes. El projecte ha trobat una dotzena de llocs, dels quals dos, Pocosabo i Altamaha són ara al Registre Nacional de Llocs Històrics.